# مید اکسپرس چاد
مید اکسپرس چاد (به انگلیسی: Mid Express Tchad) یک شرکت هواپیمایی است.
دفتر مرکزی مید اکسپرس چاد در انجامنا، چاد واقع شده‌است و قطب این شرکت هواپیمایی در فرودگاه بین‌المللی انجامنا قرار دارد.